# シカゴ美術館附属美術大学
シカゴ美術館附属美術大学 (The School of the Art Institute of Chicago、略称：SAIC 発音：エスエーアイシー）はアメリカ合衆国イリノイ州シカゴ市にある北米有数の私立美術大学。純粋美術、特に実験的な分野でアーティストとキュレーターを多く輩出しており、シカゴ美術館付属の美術・芸術系専門大学として、国際的に高い知名度を誇る。別名では、シカゴ・アート・インスティテュート、シカゴ芸術大学、シカゴ美術館学校、シカゴ美術学院と記されることもある。
SAIC出身者による作品が欧米の主要美術館に多く収蔵されることから、コロンビア大学の全米芸術ジャーナリズム・プログラム (National Arts Journalism Program)は SAIC をアメリカで最も影響力のある美術大学と評している。
大学院の美術修士課程 (Master of Fine Arts Program) は、権威ある USニューズ&ワールド・レポート (US News and World Report) 誌の全米大学院ランキングでは、美術の分野で1994年から2024年まで第1-2位を維持。近年もイェール大学、ロードアイランド・スクール・オブ・デザイン、 カリフォルニア大学ロサンゼルス校と1位を競っている。
2020年秋の統計によると全学生数は約3132人(大学2487、大学院645)、教員は約835人。留学生は全学生の31%を占め、出身は79カ国にわたる。

## 沿革
1866年に設立されたシカゴ・アカデミー・オブ・デザイン (Chicago Academy of Design) が1882年に美術史も含めた総合的な美術教育を行うアート・インスティテュート・オブ・シカゴ (Art Institute of Chicago)という単科大学になる。この頃から大学の付属美術館に地元の富豪による個人コレクションの寄贈が増え始め、1893年にシカゴ万国博覧会の終了と同時に美術館が独立、現在のシカゴ美術館 (The Art Institute of Chicago) となる。
大学は、この時点でシカゴ美術館の付属組織となり、名称をザ・スクール・オブ・ジ・アート・インスティテュート・オブ・シカゴ (The School of the Art Institute of Chicago) と改めた。正式名称が長いため、頭文字を略してSAICと呼ばれている。日本語での正式名称『シカゴ美術館附属美術大学』は1997年、同大学の日本人教職員と同窓生により決定された。
母体となるシカゴ美術館は後期印象派、アメリカ美術、浮世絵の収蔵などで名高く、その規模からメトロポリタン美術館、ボストン美術館と並びアメリカ三大美術館のひとつに数えられる。シカゴ美術館とSAICの運営は別だが、SAICの学長は美術館の専務理事を兼任することがある。
1988年から1992年、1996年から2008年まで学長 President を務めたトニー・ジョーンズ (Tony Jones) のもとSAICは美術療法、デザイン、服飾、ニューメディア、建築、サウンド・アートなど学科を拡張、本格的なアトリエを持つ学生寮の新設など発展を遂げた。この時期にSAICは世界で初めてパフォーマンス・アート専攻で大学院修士課程を設けている。2004年に東京藝術大学美術学部、 2005年に武蔵野美術大学と交流協定が結ばれた。2008年、ウェリントン・ライター (Wellington Reiter) が新学長として着任、トニー・ジョーンズは総長 Chancellor として2011年まで大学運営を統括した。その後、総長という職位はなくなり、2015年の時点ではウォルター・マッシー (Walter E. Massey) が学長としてSAICを統括している。2010年に着任したマッシー博士は開学以来初めてのアフリカ系の学長で、アフリカ系のアーティストの育成に力を入れ、注目された。

## 環境
工房を含む本部校舎はシカゴ美術館に隣接。美術館、大学ともシカゴ市内の中心部に位置し、交通の便がよい。地下鉄、電車、バスの主な路線の駅や停留所が徒歩3分以内にある。高層ビルが立ち並ぶ繁華なエリアだが、校舎からはグラント・パーク (シカゴ) (Grant Park) とミレニアム・パーク (MIllennium Park) という大きな公園が近く、ミシガン湖 (Lake Michigan) を見渡せる。
大学の図書館、映像センター、食堂、ギャラリー、学生寮もシカゴ美術館から 500 m 以内にある。市立図書館、劇場、映画館などの文化施設はじめスーパー、画材店、デパート、書店、レストラン、バーが多く近接している。『地球の歩き方シカゴ』によると、シカゴはニューヨーク、ロサンゼルスに続く全米第三の都市だが治安は比較的よい。
大学院生は在学中、個室アトリエを与えられる。大学校舎は、このアトリエを含めて学期中は24時間開いている所もあり、学生は大学側から許可を取れば平日、週末を問わず深夜に作業することが可能。大学の警備は24時間体制で20時から2時までは校舎と寮の間を無料の大学バスが走る。

## 特徴
シカゴ美術館とSAICの運営は別だが、SAICの教職員と学生はシカゴ美術館の入場が無料。同美術館での特別講義やイベントの参加も無料で、図書室や資料室も利用できる。美術館内での写真撮影やスケッチも許可されており、ボランティアやインターンの機会も多い。美術館の学芸員が大学で授業を持つ場合もある。シカゴ美術館で展示される名作に日頃接することから得られる学びは計り知れない。

### 大学
4年制。入学時の倍率は3〜5倍。美術学士課程 (Bachelor of Fine Arts Program) は学際方式 (interdisciplinary method) を取っているため、入学時に専攻を決める必要はなく、1年次に美術史、平面、立体、映像を必修科目として学んだあと、各学生が教員の指導を受けて進路を決める。専攻分野は16種類。建築、芸術工学、美術教育、美術史、陶芸、デザイン、服飾、染織、映像、絵画、パフォーマンス、写真、版画、彫刻、音響、文芸など。自然科学など一般教養も多岐にわたり、思考力を育むカリキュラムが組まれている。

### 大学院
2年制。絵画、写真、版画など人気学科の倍率は毎年18倍前後で、北米の大学院で最も入学難易度が高い美術修士課程 (Master of Fine Arts Program) のひとつ。大学での専攻分野(前述)のほか美術療法、芸術運営、修復、美術ジャーナリズムがあり、美術館など現場で経験を積む実習システムが充実している。

### 大学院予科
1年制。ポスト・バカロレア・プログラム (Post Baccalaureate Program) と呼ばれる。大学院と同じ環境でアトリエを与え、制作に専念する機会を与える。翌年、シカゴ美術館附属美術大学の修士課程への合格は保証はされないが、修了証が発行される。 
対象となる者：以下引用 http://www.saic.edu/academics/post-baccalaureateandprofessionalcertificates/
- ポートフォリオを作成するためにスタジオ経験を1年必要とする芸術学士または学士号を持つ者 - Individuals with a Bachelor of Arts or Bachelor of Science who need an additional year of studio experience to prepare a portfolio
- 学士の専攻とは異なる分野で制作をしたい美術学士を保持する者 - Individuals with a degree in art who wish to pursue work in a medium different from their undergraduate major
- 美術修士課程プログラムを開始する前に、米国の教育システム特有のスタジオワークを１年間集中的に必要とする留学生 - International students requiring a year of intensive studio work typical of the United States educational system before beginning a Master of Fine Arts (MFA) program

## 卒業生・出身者
- ローリー・アンダーソン (Laurie Anderson) ミュージシャン
- 青木達幸 (Tatsu Aoki) ジャズミュージシャン、映像作家
- 青山悟 (Satoru Aoyama) アーティスト
- トーマス・ハート・ベントン (Thomas Hart Benton) 画家
- フランクリン・ブース (Franklin Booth) イラストレーター
- ロジャー・ブラウン (Roger Brown) 画家
- キヌコヤマベ・クラフト (Kinuko Y. Craft) イラストレーター
- ウォルト・ディズニー (Walt Disney) 漫画家、実業家
- リチャード・エステス (Richard Estes) 画家
- レオン・ゴラブ (Leon Golub) 画家
- エドワード・ゴーリー (Edward Gorey) 絵本作家
- レッド・グルームス (Red Grooms) アーティスト
- ホルストン (Halston) ファッションデザイナー
- 浜田哲朗 (Tetsuro Hamada) 写真家、デザイナー
- ヒュー・ヘフナー (Hugh Hefner) 実業家（雑誌PLAYBOY創刊）
- ホン・サンス (Sang-soo Hong) 映画監督
- 今中信一 (Shinichi Imanaka) イラストレーター
- ロバート・インディアナ (Robert Indiana) アーティスト
- ミチコ・イタタニ (Michiko Itatani) 画家
- 伊藤隆介 (Ryusuke Ito) 映像作家、北海道教育大学准教授
- エドワルド・カック (Eduardo Kac) アーティスト
- ジェフ・クーンズ (Jeff Koons) アーティスト
- 栗原康行 (Yasuyuki Kurihara) 映像作家、名古屋市立大学芸術工学部准教授
- レイク真由美　(Mayumi Lake) 写真家
- アンチー・ミン（閔 安琪）(Anchee Min) 小説家
- ジョーン・ミッチェル (Joan Mitchell) 画家
- 森川潔 (Kiyoshi Morikawa) 写真家、大阪芸術大学准教授
- エリザベス・マーレー (Elizabeth Murray) 画家
- ロバート・ナトキン (Robert Natkin) 画家
- リロイ・ニーマン (LeRoy Neiman) イラストレーター
- ジュン・グエン＝ハツシバ (Jun Nguyen-Hatsushiba) 映像アーティスト
- キム・ノヴァク (Kim Novak) 女優
- 小川三知 (Sanchi Ogawa) ステンドグラス工芸家
- ジョージア・オキーフ (Georgia O'Keeffe) 画家
- クレス・オルデンバーグ (Claes Oldenburg) 彫刻家
- エド・パシュキ (Ed Paschke) 画家
- シンシア・ローリー (Cynthia Rowley) ファッションデザイナー
- 桜井武 (Takeshi Sakurai) キュレーター、熊本市現代美術館館長
- 篠田守男 (Morio Shinoda) 彫刻家、筑波大学名誉教授、武蔵野美術大学元教授
- ナンシー・スペロ (Nancy Spero) 画家、版画家
- ロバート・ストア (Robert Storr) キュレーター、元ニューヨーク近代美術館絵画部長
- 杉浦邦恵 (Kunie Sugiura) 写真家
- ドナルド・スルタン (Donald Sultan) 画家
- 田中怱ニ (Soji George Tanaka) デザイナー
- リクリット・ティラバーニャ (Rirkrit Tiravanija) アーティスト
- 梵寿綱 (Jour Caux Von) 建築家
- クリス・ウェア (Chris Ware) 漫画家
- アピチャートポン・ウィーラセータクン (Apichatpong Weerasethakul) 映画監督
- オーソン・ウェルズ (Orson Welles) 映画監督、俳優
- グラント・ウッド (Grant Wood) 画家
- レイ・ヨシダ (Ray Yoshida) 画家